# Torneo de Bangkok 2009
El Torneo de Bangkok es un evento de tenis que se disputa en Bangkok, Tailandia,  se juega entre el 26 de septiembre y el 4 de octubre de 2009.

## Campeones
- Individuales masculinos:  Gilles Simon derrota a   Viktor Troicki, 7-5, 6-3.

- Dobles masculinos:  Eric Butorac /  Rajeev Ram  derrotan a  Guillermo García-López /  Mischa Zverev, 7-6(4), 6-3.